# Comunicaciones FC
Comunicaciones Fútbol Club – gwatemalski klub piłkarski z siedzibą w stołecznym mieście Gwatemala. Występuje w rozgrywkach Liga Nacional. Domowe mecze rozgrywa na obiekcie Estadio Doroteo Guamuch Flores.

## Osiągnięcia
- Liga Nacional

| zwycięstwo (32):     | 1956, 1958, 1960, 1969, 1971, 1971, 1972, 1977, 1980, 1981, 1982, 1986, 1991, 1995, 1997, 1998, 1999, 1999 (A), 2001 (c), 2002 (A), 2003 (C), 2008 (A), 2010 (A), 2011 (C), 2012 (A), 2013 (C), 2013 (A), 2014 (C), 2014 (A), 2015 (C), 2022 (C), 2023 (A) |
| drugie miejsce (23): | 1951, 1953, 1955, 1962, 1966, 1975, 1976, 1978, 1983, 1992, 1993, 1996, 2000 (C), 2000 (A), 2002 (C), 2003 (A), 2004 (A), 2005 (A), 2006 (A), 2008 (C), 2009 (A), 2011 (A), 2016 (C), 2018 (A), 2021 (C), 2021 (A)                                         |

- Copa de Guatemala

| zwycięstwo (8):     | 1952, 1955, 1970, 1972, 1983, 1986, 1991, 2009 |
| drugie miejsce (1): | 1973                                           |

- Copa Campeón de Campeones

| zwycięstwo (10):    | 1955, 1956, 1958, 1960, 1983, 1985, 1991, 1995, 1997, 1998 |
| drugie miejsce (3): | 1952, 1983, 1986                                           |

### Międzynarodowe
- Puchar Mistrzów CONCACAF

| zwycięstwo (1):     | 1978       |
| drugie miejsce (2): | 1962, 1969 |

- Puchar Zdobywców Pucharów CONCACAF

| zwycięstwo (0):     | –    |
| drugie miejsce (1): | 1991 |

- Copa Interclubes UNCAF

| zwycięstwo (2):     | 1971, 1983       |
| drugie miejsce (3): | 1976, 1977, 2003 |

- Liga CONCACAF

| zwycięstwo (1):     | 2021 |
| drugie miejsce (0): | –    |

## Historia
Comunicaciones założony został w 1949 roku i gra obecnie w pierwszej lidze gwatemalskiej.

### Znani piłkarze w historii klubu
- Omar Larrosa
- Mauricio Solís

### Znani trenerzy w historii klubu
- Julio César Cortés
- Luis Cubilla
- Alexandre Guimarães

## Aktualny skład
Stan na 1 października 2023.
| Nr | Poz. | Piłkarz                         |
| -- | ---- | ------------------------------- |
| 1  | BR   | Fredy Pérez                     |
| 2  | OB   | Gerardo Gordillo                |
| 3  | PO   | David Chuc                      |
| 4  | PO   | Karel Espino                    |
| 5  | OB   | Matías Fracchia                 |
| 6  | OB   | José Carlos Pinto               |
| 7  | NA   | Andrés Lezcano                  |
| 8  | PO   | Rodrigo Saravia                 |
| 10 | PO   | José Manuel Contreras (kapitan) |
| 11 | NA   | Andersson Ortiz                 |
| 12 | PO   | Erick González                  |
| 13 | OB   | Carlos Castrillo                |
| 14 | OB   | Rafael Morales                  |
| 16 | PO   | Diego Santis                    |
| 18 | NA   | Jorman Aguilar                  |
| 19 | PO   | Axel de la Cruz                 |

| Nr | Poz. | Piłkarz              |
| -- | ---- | -------------------- |
| 20 | PO   | Antonio López        |
| 21 | PO   | Bryan Tumax          |
| 23 | BR   | Arnold Barrios       |
| 24 | PO   | Brayan Chajón        |
| 25 | PO   | Jorge Aparicio       |
| 26 | PO   | Lynner García        |
| 27 | NA   | Christopher Martínez |
| 28 | OB   | José Corena          |
| 31 | PO   | Stheven Robles       |
| 32 | PO   | Andy Domínguez       |
| 33 | NA   | Juan Anangonó        |
| 35 | PO   | Edy Palencia         |
| 36 | PO   | Joshua Trigueño      |
| 76 | PO   | Óscar Mejía          |
| 99 | PO   | Erick Rivera         |